# Dret moral
El dret moral és un dels drets d'autor, considerat com a dret extrapatrimonial, que defensa a l'autor i la seva obra en relació amb els usuaris. És un dret irrenunciable i inalienable que es manté encara que ja no sigui el titular dels drets patrimonials d'autor.
És un dret generalment reconegut en les jurisdiccions basades en el dret civil continental europeu. Va ser formulat per primer cop a França i després es va incloure en el Conveni de Berna el 1928. En canvi, no és del tot reconegut en les jurisdiccions basades en el common law anglosaxó.
En l'article 6 bis del Conveni de Berna es defineixen els drets morals de la següent forma:
«Independentment dels drets econòmics de l'autor, i fins i tot després de la transferència d'aquest drets, l'autor tindrà dret a reclamar la paternitat de l'obra i a oposar-se a qualsevol distorsió, mutilació o altres modificacions o alteracions de l'obra que puguin ser perjudicials per al seu honor o reputació.»
En l'article 14 de la Llei de Propietat Intel·lectual espanyola es reconeixen els següents drets morals:
- Dret d'atribució o paternitat: exigir el reconeixement de la seva condició d'autor de l'obra.
- Dret de divulgació: decidir si la seva obra ha de ser divulgada, en quina forma i sota el seu nom, pseudònim o anònimament.
- Dret d'integritat: exigir el respecte a la integritat de l'obra i impedir qualsevol deformació, modificació, alteració o atemptat contra ella que suposi perjudici als seus legítims interessos o dany a la seva reputació.
- Dret de modificació: modificar l'obra respectant els drets adquirits per tercers i les exigències de protecció de béns d'interès cultural.
- Dret a retractar-se: retirar l'obra del comerç, per canvi de les seves conviccions intel·lectuals o morals, prèvia indemnització de danys i perjudicis als titulars de drets d'explotació.
- Dret d'accés: accedir a l'exemplar únic i rar de l'obra, quan es trobi en poder d'un altre, per tal d'exercitar el dret de divulgació o qualsevol altre que li correspongui.